# Changas de Naranjito 2019
Questa voce raccoglie le informazioni riguardanti le Changas de Naranjito nella stagione 2019.

## Organigramma societario
Area direttiva
- Presidente: Jorge Dávila

Area tecnica
- Allenatore: Jamille Torres

## Rosa
| N° | Nome               | Ruolo | Data di nascita  | Nazionalità sportiva |
| -- | ------------------ | ----- | ---------------- | -------------------- |
| 1  | Bárbara López      | P     | 2 luglio 1996    | Porto Rico           |
| 2  | Julymar Otero      | O     | 31 ottobre 1996  | Porto Rico           |
| 3  | Katherine Santiago | L     | 10 dicembre 1993 | Porto Rico           |
| 4  | Jennymar Santiago  | P     | 28 luglio 1994   | Porto Rico           |
| 5  | Andrea Rangel      | S/O   | 19 maggio 1993   | Porto Rico           |
| 7  | Gabriela Román     | O     | 5 ottobre 1994   | Porto Rico           |
| 8  | Paola Rojas        | C     | 26 gennaio 1996  | Porto Rico           |
| 10 | Carola Biver       | S     | 6 maggio 1997    | Porto Rico           |
| 11 | Legna Hernández    | S     | 18 luglio 1991   | Porto Rico           |
| 13 | Sol González       | C     | 13 gennaio 1990  | Porto Rico           |
| 14 | Dianise Rodríguez  | L     | 14 giugno 1995   | Porto Rico           |
| 16 | Fabiana Suárez     | S     | -                | Porto Rico           |
| 17 | Noami Santos       | S     | 29 novembre 1993 | Porto Rico           |
| 18 | Paola Rivera       | C     | 6 marzo 1997     | Porto Rico           |

## Mercato
| Acquisti | Acquisti           | Acquisti     | Acquisti   |
| R.       | Nome               | da           | Modalità   |
| -------- | ------------------ | ------------ | ---------- |
| P        | Bárbara López      | -            | definitivo |
| L        | Katherine Santiago | -            | definitivo |
| P        | Jennymar Santiago  | -            | definitivo |
| S/O      | Andrea Rangel      | -            | definitivo |
| O        | Gabriela Román     | Halluin      | definitivo |
| C        | Paola Rojas        | -            | definitivo |
| S        | Carola Biver       | -            | definitivo |
| S        | Legna Hernández    | Al-Muharraq  | definitivo |
| C        | Sol González       | -            | definitivo |
| L        | Dianise Rodríguez  | -            | definitivo |
| S        | Fabiana Suárez     | -            | definitivo |
| S        | Noami Santos       | JAV Olímpico | definitivo |
| C        | Paola Rivera       | -            | definitivo |
| O        | Julymar Otero      | Altay 2      | definitivo |

| Cessioni | Cessioni            | Cessioni    | Cessioni   |
| R.       | Nome                | a           | Modalità   |
| -------- | ------------------- | ----------- | ---------- |
| S/L      | Charlenne Domínguez | -           | ritirata   |
| O        | Gabriela Román      | Halluin     | definitivo |
| L        | Stephanie Salas     | -           | ritirata   |
| S        | Tatiana Encarnación | -           | ritirata   |
| S/O      | Leichelie Guzmán    | -           | ritirata   |
| C        | Chalimar Bezares    | -           | ritirata   |
| L        | Shalimarie Merlo    | -           | ritirata   |
| P        | Jennymar Santiago   | -           | ritirata   |
| S        | Jareliz Hernández   | -           | ritirata   |
| P        | Bárbara López       | -           | ritirata   |
| S        | Legna Hernández     | Al-Muharraq | definitivo |
| C        | Wilnelia González   | -           | ritirata   |

## Risultati

### LVSF

#### Regular season
| 1ª giornata - 24 gennaio 2019 Coliseo Rafael Amalbert, Juncos              | Valencianas de Juncos     | 0 - 3 | Changas de Naranjito      | 18-25, 14-25, 24-26               |
| 2ª giornata - 27 gennaio 2019 Coliseo Gelito Ortega, Naranjito             | Changas de Naranjito      | 3 - 0 | Polluelas de Aibonito     | 25-20, 25-16, 25-19               |
| 3ª giornata - 1º febbraio 2019 Coliseo Rubén Zayas Montañez, Trujillo Alto | Amazonas de Trujillo Alto | 0 - 3 | Changas de Naranjito      | 20-25, 21-25, 23-25               |
| 4ª giornata - 3 febbraio 2019 Coliseo Gelito Ortega, Naranjito             | Changas de Naranjito      | 3 - 0 | Indias de Mayagüez        | 25-18, 25-23, 25-13               |
| 5ª giornata - 6 febbraio 2019 Coliseo Roger L. Mendoza, Caguas             | Criollas de Caguas        | 2 - 3 | Changas de Naranjito      | 23-25, 30-28, 16-25, 25-22, 13-15 |
| 6ª giornata - 8 febbraio 2019 Palacio de Recreación y Deportes, Mayagüez   | Indias de Mayagüez        | 1 - 3 | Changas de Naranjito      | 17-25, 16-25, 25-22, 12-25        |
| 7ª giornata - 10 febbraio 2019 Coliseo Antonio R. Barceló, Toa Baja        | Llaneras de Toa Baja      | 1 - 3 | Changas de Naranjito      | 25-21, 17-25, 16-25, 23-25        |
| 8ª giornata - 14 febbraio 2019 Coliseo Gelito Ortega, Naranjito            | Changas de Naranjito      | 3 - 0 | Criollas de Caguas        | 25-17, 25-11, 25-23               |
| 9ª giornata - 16 febbraio 2019 Coliseo Gelito Ortega, Naranjito            | Changas de Naranjito      | 3 - 0 | Indias de Mayagüez        | 25-12, 25-23, 25-16               |
| 10ª giornata - 17 febbraio 2019 Coliseo Gelito Ortega, Naranjito           | Changas de Naranjito      | 3 - 1 | Amazonas de Trujillo Alto | 25-15, 25-21, 22-25, 25-19        |
| 11ª giornata - 22 febbraio 2019 Coliseo Gelito Ortega, Naranjito           | Changas de Naranjito      | 3 - 0 | Valencianas de Juncos     | 27-25, 25-20, 25-18               |
| 12ª giornata - 23 febbraio 2019 Coliseo José Marrón Aponte, Aibonito       | Polluelas de Aibonito     | 0 - 3 | Changas de Naranjito      | 20-25, 24-26, 20-25               |
| 13ª giornata - 27 febbraio 2019 Coliseo Rafael Amalbert, Juncos            | Valencianas de Juncos     | 3 - 2 | Changas de Naranjito      | 23-25, 21-25, 25-20, 25-22, 15-12 |
| 14ª giornata - 3 marzo 2019 Coliseo Gelito Ortega, Naranjito               | Changas de Naranjito      | 3 - 0 | Polluelas de Aibonito     | 25-17, 25-12, 25-18               |
| 15ª giornata - 7 marzo 2019 Coliseo Rubén Zayas Montañez, Trujillo Alto    | Amazonas de Trujillo Alto | 1 - 3 | Changas de Naranjito      | 26-24, 23-25, 10-25, 18-25        |
| 16ª giornata - 10 marzo 2019 Coliseo Roger L. Mendoza, Caguas              | Criollas de Caguas        | 1 - 3 | Changas de Naranjito      | 25-20, 23-25, 20-25, 22-25        |
| 17ª giornata - 15 marzo 2019 Coliseo Gelito Ortega, Naranjito              | Changas de Naranjito      | 3 - 1 | Llaneras de Toa Baja      | 19-25, 25-20, 25-20, 25-18        |
| 18ª giornata - 17 marzo 2019 Coliseo Antonio R. Barceló, Toa Baja          | Llaneras de Toa Baja      | 1 - 3 | Changas de Naranjito      | 27-25, 21-25, 21-25, 20-25        |
| 19ª giornata - 21 marzo 2019 Coliseo Gelito Ortega, Naranjito              | Changas de Naranjito      | 3 - 1 | Criollas de Caguas        | 25-18, 19-25, 25-18, 25-15        |
| 20ª giornata - 23 marzo 2019 Palacio de Recreación y Deportes, Mayagüez    | Indias de Mayagüez        | 3 - 0 | Changas de Naranjito      | 25-19, 25-23, 25-17               |
| 21ª giornata - 28 marzo 2019 Coliseo Gelito Ortega, Naranjito              | Changas de Naranjito      | 3 - 1 | Amazonas de Trujillo Alto | 26-24, 23-25, 28-26, 25-20        |
| 22ª giornata - 30 marzo 2019 Coliseo Gelito Ortega, Naranjito              | Polluelas de Aibonito     | 0 - 3 | Changas de Naranjito      | 11-25, 22-25, 25-27               |
| 23ª giornata - 3 aprile 2019 Coliseo Gelito Ortega, Naranjito              | Changas de Naranjito      | 2 - 3 | Valencianas de Juncos     | 25-22, 23-25, 23-25, 25-22, 21-23 |
| 24ª giornata - 5 aprile 2019 Coliseo Gelito Ortega, Naranjito              | Changas de Naranjito      | 3 - 0 | Llaneras de Toa Baja      | 25-14, 25-19, 25-18               |

#### Play-off
| Quarti di finale (gara 1) - 9 aprile 2019 Coliseo Rafael Amalbert, Juncos             | Valencianas de Juncos | 0 - 3 | Changas de Naranjito  | 21-25, 31-33, 17-25               |
| Quarti di finale (gara 3) - 12 aprile 2019 Coliseo Gelito Ortega, Naranjito           | Changas de Naranjito  | 3 - 0 | Valencianas de Juncos | 25-21, 25-17, 25-20               |
| Quarti di finale (gara 4) - 13 aprile 2019 Coliseo Gelito Ortega, Naranjito           | Changas de Naranjito  | 3 - 2 | Indias de Mayagüez    | 23-25, 22-25, 25-15, 25-15, 15-11 |
| Quarti di finale (gara 6) - 17 aprile 2019 Palacio de Recreación y Deportes, Mayagüez | Indias de Mayagüez    | 0 - 3 | Changas de Naranjito  | 20-25, 17-25, 20-25               |
| Semifinali (gara 1) - 23 aprile 2019 Coliseo Gelito Ortega, Naranjito                 | Changas de Naranjito  | 2 - 3 | Llaneras de Toa Baja  | 25-20, 25-27, 25-22, 23-25, 12-15 |
| Semifinali (gara 2) - 25 aprile 2019 Coliseo Antonio R. Barceló, Toa Baja             | Llaneras de Toa Baja  | 0 - 3 | Changas de Naranjito  | 21-25, 14-25, 32-34               |
| Semifinali (gara 3) - 26 aprile 2019 Coliseo Gelito Ortega, Naranjito                 | Changas de Naranjito  | 3 - 0 | Llaneras de Toa Baja  | 25-14, 25-23, 25-13               |
| Semifinali (gara 4) - 28 aprile 2019 Coliseo Antonio R. Barceló, Toa Baja             | Llaneras de Toa Baja  | 3 - 0 | Changas de Naranjito  | 25-17, 25-21, 25-20               |
| Semifinali (gara 5) - 30 aprile 2019 Coliseo Gelito Ortega, Naranjito                 | Changas de Naranjito  | 3 - 1 | Llaneras de Toa Baja  | 25-11, 22-25, 27-25, 25-22        |
| Semifinali (gara 6) - 4 aprile 2019 Coliseo Antonio R. Barceló, Toa Baja              | Llaneras de Toa Baja  | 0 - 3 | Changas de Naranjito  | 21-25, 20-25, 10-25               |
| Finale (gara 1) - 3 maggio 2019 Coliseo Gelito Ortega, Naranjito                      | Changas de Naranjito  | 3 - 2 | Criollas de Caguas    | 25-21, 22-25, 23-25, 25-22, 17-15 |
| Finale (gara 2) - 5 maggio 2019 Coliseo Roger L. Mendoza, Caguas                      | Criollas de Caguas    | 3 - 0 | Changas de Naranjito  | 25-18, 25-14, 25-21               |
| Finale (gara 3) - 7 maggio 2019 Coliseo Gelito Ortega, Naranjito                      | Changas de Naranjito  | 1 - 3 | Criollas de Caguas    | 25-18, 21-25, 19-25, 12-25        |
| Finale (gara 4) - 10 maggio 2019 Coliseo Roger L. Mendoza, Caguas                     | Criollas de Caguas    | 2 - 3 | Changas de Naranjito  | 24-26, 25-18, 15-25, 25-23, 12-15 |
| Finale (gara 5) - 11 maggio 2019 Coliseo Mario Morales, Guaynabo                      | Changas de Naranjito  | 2 - 3 | Criollas de Caguas    | 26-24, 17-25, 17-25, 25-20, 15-17 |
| Finale (gara 6) - 13 maggio 2019 Coliseo Roberto Clemente, San Juan                   | Criollas de Caguas    | 3 - 1 | Changas de Naranjito  | 27-25, 17-25, 25-17, 25-21        |

## Statistiche

### Statistiche di squadra
| Competizione | Punti | In casa | In casa | In casa | In trasferta | In trasferta | In trasferta | Totale | Totale | Totale |
| Competizione | Punti | G       | V       | P       | G            | V            | P            | G      | V      | P      |
| ------------ | ----- | ------- | ------- | ------- | ------------ | ------------ | ------------ | ------ | ------ | ------ |
| LVSF         | 64    | 19      | 16      | 3       | 19           | 15           | 4            | 40     | 31     | 9      |
| Totale       | -     | 19      | 16      | 3       | 19           | 15           | 4            | 40     | 31     | 9      |

G = partite giocate; V = partite vinte; P = partite perse